# Baiser (album)
Pour les articles homonymes, voir Baiser.
Albums de Miossec
Boire
(1995) À prendre
(1998)
Baiser est le second album de Christophe Miossec paru le 21 avril 1997 sur le label de musique PIAS. Le texte et la musique sont de Miossec et de Guillaume Jouan.

## Historique
Le titre Salut les amoureux, reprise de Joe Dassin, est utilisé pour illustrer la fin du film J'ai horreur de l'amour (1997) de Laurence Ferreira Barbosa.

## Liste des titres de l'album
| No  | Titre                                             | Durée |
| --- | ------------------------------------------------- | ----- |
| 1.  | La Fidélité                                       | 3:06  |
| 2.  | Une bonne carcasse                                | 2:52  |
| 3.  | Ça sent le brûlé                                  | 3:05  |
| 4.  | Je plaisante                                      | 3:48  |
| 5.  | Le Célibat                                        | 2:52  |
| 6.  | Le Mors aux dents                                 | 3:44  |
| 7.  | Tant d'hommes (et quelques femmes au fond de moi) | 2:42  |
| 8.  | L'Infidélité                                      | 3:03  |
| 9.  | On était tellement de gauche autrefois            | 3:13  |
| 10. | Juste après qu'il ait plu                         | 2:56  |
| 11. | La Guerre                                         | 3:19  |
| 12. | Le Critérium                                      | 2:28  |
| 13. | Salut les amoureux (reprise de Joe Dassin)        | 3:05  |

## Musiciens ayant participé à l'album
- Christophe Miossec, chant
- Guillaume Jouan, guitares
- Olivier Mellano, guitare, violon
- Christophe Lebris, basse
- Yves André Lefeuvre, batterie

## Classements
| Chart  | Meilleur classement | Nombre de semaines dans le Top 50 | Certification |
| ------ | ------------------- | --------------------------------- | ------------- |
| France | 11                  | 11                                |               |